# Quintana Redonda
Quintana Redonda è un comune spagnolo di 553 abitanti situato nella comunità autonoma di Castiglia e León.